# Microregiunea Cegléd
Microregiunea Cegléd (în maghiară Ceglédi kistérség) a fost o microregiune statistică (kistérség) din județul Pest, Ungaria.
Cu o populație de 119.126 locuitori și o suprafață de 1.235,55 km2, aceasta a existat până în 2014, când în Ungaria, microregiunile ”kistérségek” au fost înlocuite de districte (járások).